# Danh sách Hoa hậu và Á hậu Chuyển giới Quốc tế

## Hoa hậu Chuyển giới Quốc tế

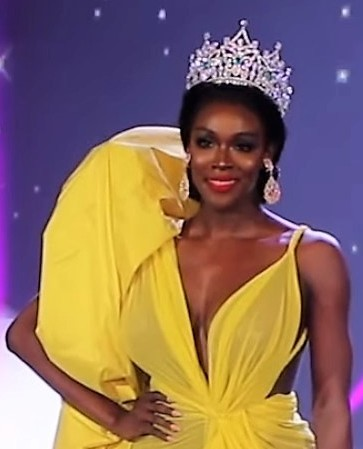
Hoa hậu Chuyển giới Quốc tế 2019Jazelle Barbie Royale United States
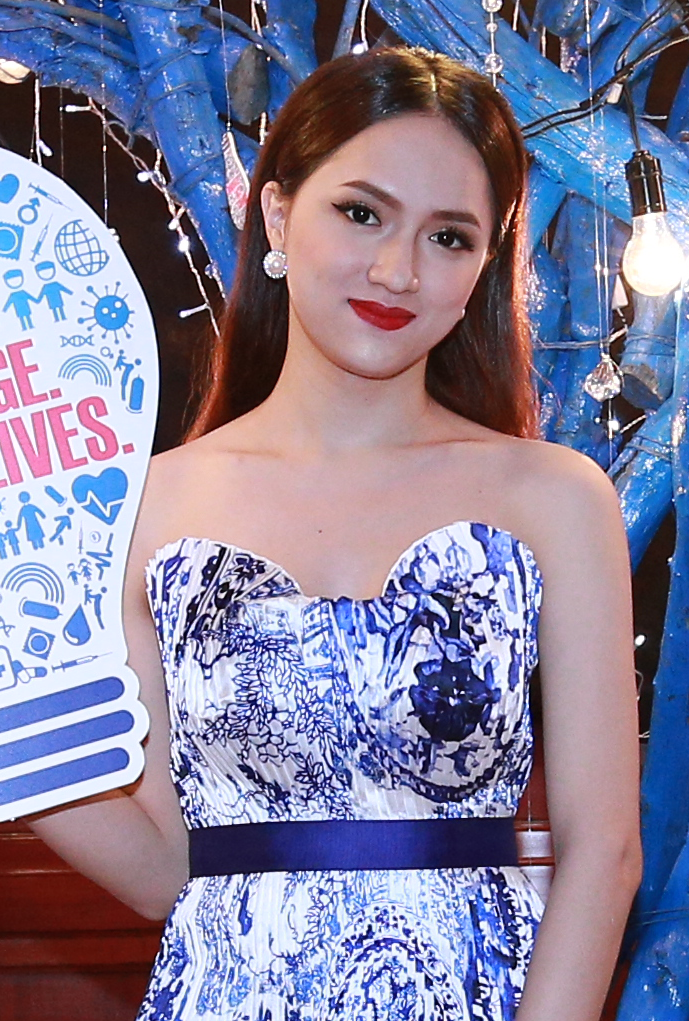
Hoa hậu Chuyển giới Quốc tế 2018Nguyễn Hương Giang Việt Nam
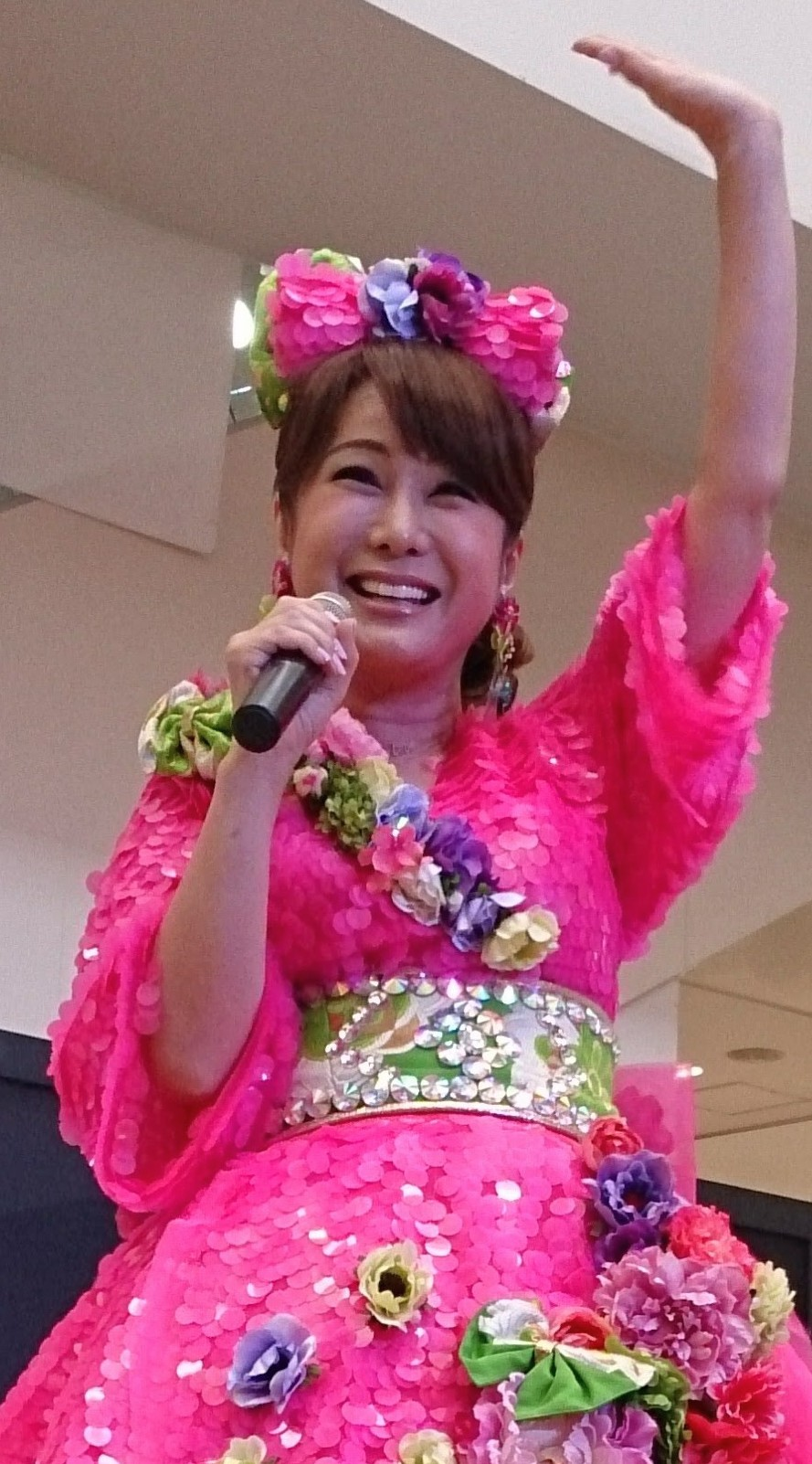
Hoa hậu Chuyển giới Quốc tế 2009Ai Haruna Nhật Bản
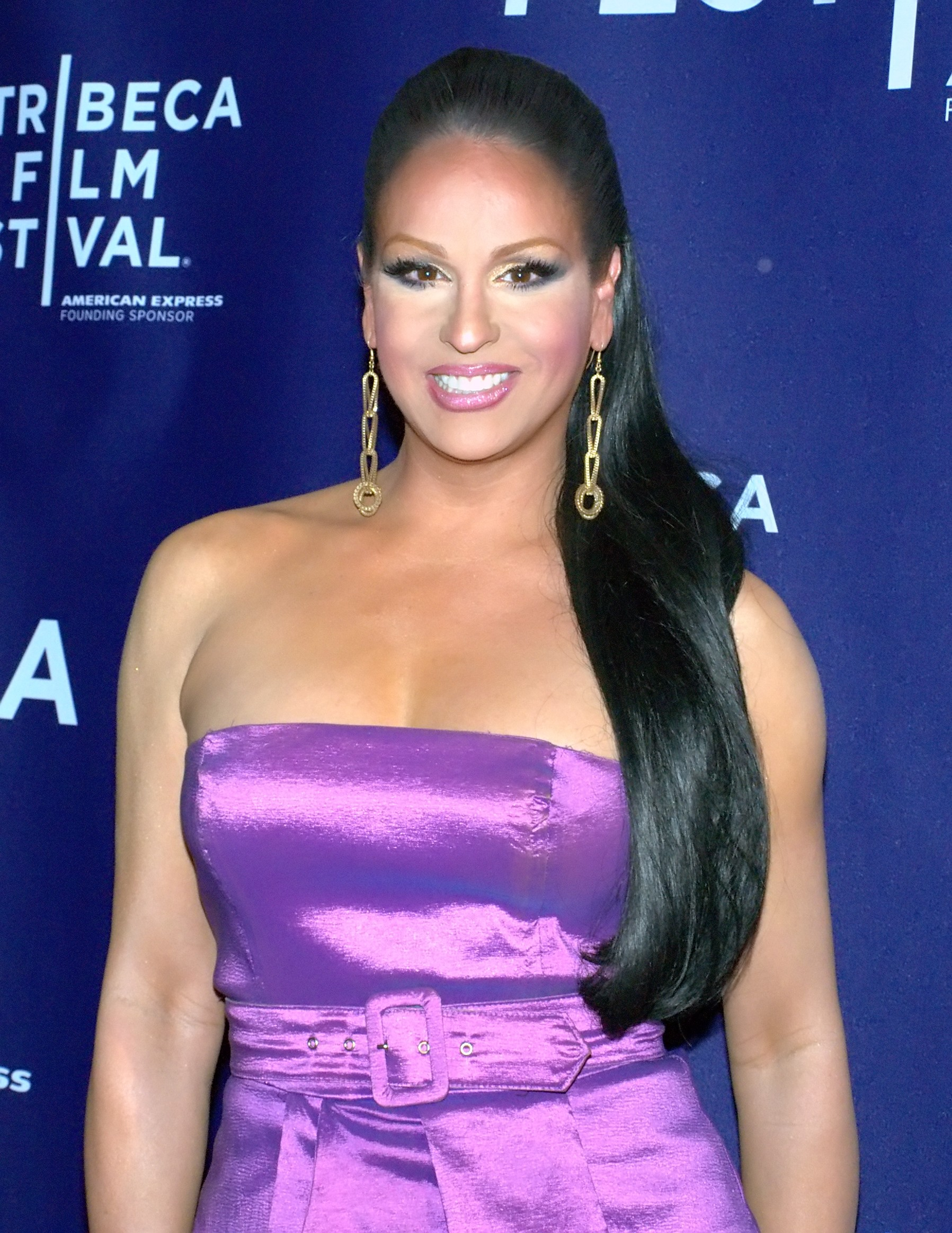
Hoa hậu Chuyển giới Quốc tế 2006Erica Andrews†   Mexico
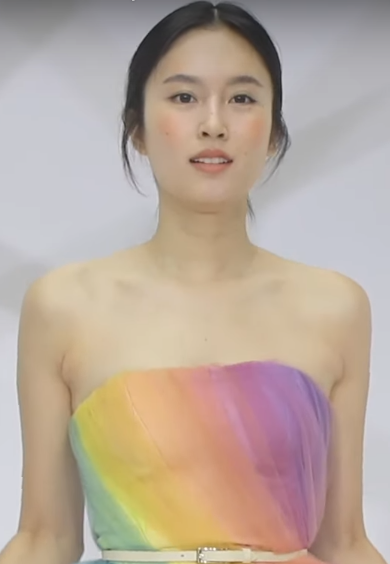
Hoa hậu Chuyển giới Quốc tế 2004Treechada Petcharat Thailand

| Năm  | Quốc gia    | Người chiến thắng              | Danh hiệu quốc gia                  | Nơi đăng quang    |
| 2021 | TBA         | TBA                            | TBA                                 | Pattaya, Thái Lan |
| 2020 | Mexico      | Valentina Fluchaire            | Hoa hậu Chuyển giới Quốc gia México | Pattaya, Thái Lan |
| 2019 | Hoa Kỳ      | Jazelle Barbie Royale          | Hoa hậu Chuyển giới Lục địa         | Pattaya, Thái Lan |
| 2018 | Việt Nam    | Nguyễn Hương Giang             | Hoa hậu Chuyển giới Việt Nam        | Pattaya, Thái Lan |
| 2016 | Thái Lan    | Jiratchaya Sirimongkolnawin    | Hoa hậu Hoàn vũ Tiffany             | Pattaya, Thái Lan |
| 2015 | Philippines | Trixie Maristela               | Hoa hậu Đồng tính Manila            | Pattaya, Thái Lan |
| 2014 | Venezuela   | Isabella Santiago              | Hoa hậu Đồng tính Venezuela         | Pattaya, Thái Lan |
| 2013 | Brazil      | Marcela Ohio                   | Hoa hậu Chuyển giới Brasil          | Pattaya, Thái Lan |
| 2012 | Philippines | Kevin Balot                    | Hoa hậu Đồng tính Philippines       | Pattaya, Thái Lan |
| 2011 | Thái Lan    | Sirapassorn Atthayakorn        | Hoa hậu Hoàn vũ Tiffany             | Pattaya, Thái Lan |
| 2010 | Hàn Quốc    | Mini Han                       | Hoa hậu Chuyển giới Korea           | Pattaya, Thái Lan |
| 2009 | Nhật Bản    | Ai Harunna                     | Hoa hậu Chuyển giới Nhật Bản        | Pattaya, Thái Lan |
| 2007 | Thái Lan    | Tanyarat Jirapatpakon          | Miss Tiffany's Universe             | Pattaya, Thái Lan |
| 2006 | Mexico      | Erica Andrews                  | Hoa hậu Chuyển giới Nacional México | Pattaya, Thái Lan |
| 2005 | Hoa Kỳ      | Mimi Marks                     | Hoa hậu Chuyển giới Lục địa         | Pattaya, Thái Lan |
| 2004 | Thái Lan    | Treechada Petcharat Marnyaporn | Hoa hậu Hoàn vũ Tiffany             | Pattaya, Thái Lan |

#### Số lần chiến thắng
| Quốc gia/Lãnh thổ | Số lần | Năm chiến thắng        |
| Thái Lan          | 4      | 2004, 2007, 2011, 2016 |
| Philippines       | 2      | 2012, 2015             |
| Mexico            | 2      | 2006, 2020             |
| Hoa Kỳ            | 2      | 2005, 2019             |
| Việt Nam          | 1      | 2018                   |
| Venezuela         | 1      | 2014                   |
| Brazil            | 1      | 2013                   |
| Hàn Quốc          | 1      | 2010                   |
| Nhật Bản          | 1      | 2009                   |

## Á hậu
| Năm  | Á hậu 1                  | Á hậu 2                  |
| 2020 | Ruethaipreeya Nuanglee   | Ariella Moura            |
| 2019 | Kanwara Kaewrin          | Yaya                     |
| 2018 | Jacqueline               | Rinrada Thurapan         |
| 2016 | Nathalie Oliveira        | Andrea Collazo           |
| 2015 | Valesca Dominik Ferraz   | Sopida Siriwattananukoon |
| 2014 | Nitsa Katrahong          | Piyada Inthavong         |
| 2013 | Shantell D'Marco         | Nethnapada Kanrayanon    |
| 2012 | Jessika Simoes           | Panvilas Mongkol         |
| 2011 | Sahhara                  | Margaret                 |
| 2010 | Ami Takeuchi             | Stasha Sanchez           |
| 2009 | Kangsadal Wongdusadeekul | Daniela Marques          |
| 2007 | Aleika Barros            | Chanel Madrigal          |
| 2006 | Patricia Montrecarlo     | Ratravee Jiraprapakul    |
| 2005 | Yu Ri                    | Tiptantree Rujiranon     |
| 2004 | Arisha Rani              | Ma. Cristina Dandan      |

- Số lần Á hậu 1

| Quốc gia/Lãnh thổ | Số lần | Năm chiến thắng        |
| Thái Lan          | 4      | 2009, 2014, 2019, 2020 |
| Brasil            | 4      | 2007, 2012, 2015, 2016 |
| Úc                | 1      | 2018                   |
| Hoa Kỳ            | 1      | 2013                   |
| Nigeria           | 1      | 2011                   |
| Nhật Bản          | 1      | 2010                   |
| Philippines       | 1      | 2006                   |
| Hàn Quốc          | 1      | 2005                   |
| Ấn Độ             | 1      | 2004                   |

- Số lần Á hậu 2

| Quốc gia/Lãnh thổ | Số lần | Năm chiến thắng                    |
| Thái Lan          | 6      | 2005, 2006, 2012, 2013, 2015, 2018 |
| Brasil            | 2      | 2009, 2020                         |
| Philippines       | 2      | 2004, 2007                         |
| Trung Quốc        | 1      | 2019                               |
| Venezuela         | 1      | 2016                               |
| Lào               | 1      | 2014                               |
| Liban             | 1      | 2011                               |
| Hoa Kỳ            | 1      | 2010                               |